# Papa-verrugas
O papa-verrugas (Decticus verrucivorus) é uma esperança da família Tettigoniidae. Seus nomes comuns e científicos derivam da prática sueca do século XVIII de permitir que os grilos mordiscassem as verrugas para removê-las.

## Descrição
Os papa-verrugas adultos têm entre 31 e 37 milímetros, com as fêmeas sendo significativamente maiores que os machos. Eles são tipicamente de cor verde escuro, geralmente com manchas marrons escuras no pronoto e nas asas (também ocorre um morfotipo marrom escuro). A fêmea tem um ovipositor longo e ligeiramente curvado.
O papa-verrugas tem um som que consiste em uma série repetida rapidamente de breves cliques, às vezes com duração de vários minutos.
Os papa-verrugas normalmente se movem caminhando; eles raramente voam, exceto quando assustados. A maioria só pode voar de 3 a 4 metros (10 a 13 pé) de cada vez

## Habitat
A espécie é encontrada em habitats de pastagens calcárias e charnecas.
Os papa-verrugas precisam de um mosaico de vegetação, incluindo terra nua/relva curta, touceiras e um pasto rico em forbes floridas. Eles preferem áreas que não são muito pastadas. A espécie é termófila e tende a ocorrer em locais com aspecto sul.

## Dieta
A espécie é onívora. As plantas consumidas incluem Centaurea, urtigas, colchas; a espécie também come verrugas e insetos, incluindo outros gafanhotos .

## Ciclo da vida
O papa-verrugas põe seus ovos no solo; estes ovos eclodem normalmente após dois invernos. Em seguida, passa por sete estágios de ínstar entre abril e junho. A fase adulta é alcançada no início de julho. As populações de papa-verrugas atingem o pico no final de julho e no início de agosto. O Decticus recém-eclodido é envolto em uma bainha para facilitar sua viagem à superfície do solo, a bainha segurando as pernas e as antenas com segurança contra o corpo enquanto se esconde para cima. Um pescoço que, por sua vez, pode ser inflado e desinflado, aumenta o topo do seu túnel, facilitando sua passagem para cima.

## Status e distribuição
Esta espécie ocorre em toda a Europa continental, exceto no extremo sul, variando do sul da Escandinávia à Espanha, Itália e Grécia . Também é encontrada na Ásia temperada, até o leste da China. Características geográficas, como montanhas, fragmentaram as espécies, levando a uma ampla gama de formas e numerosas subespécies.
Na Grã-Bretanha, o papa-verrugas está confinado a cinco locais, dois em East Sussex e um em Wiltshire, Essex, Dorset e Kent.

## Conservação
A população de papa-verrugas diminuiu em muitas áreas do norte da Europa. Na Grã-Bretanha, está ameaçada de extirpação. A espécie é objeto de estudos de um Plano de Ação para a Biodiversidade do Reino Unido.